# 紐黑文殖民地
紐哈芬殖民地（英語：New Haven Colony）是1637年至1664年英格蘭在北美洲的殖民地，現時是康涅狄格州。
殖民地歷史是一系列的錯誤。其中一個最嚴重的問題是紐黑文殖民地從未得到特許狀以合法存在。位於北面更大及更強的康涅狄格殖民地擁有特許狀，並對使用高級武力佔領意願十分強烈。除此以外，紐黑文也有其他問題。其領導人是商人和貿易者，但因農業基礎薄弱，從未能建立大型並賺錢的貿易，泥土過硬而難以種殖，位置也十分遙遠。紐黑文的政治系統只限教會成員，並拒絕擴充至全體居民。
奧利弗·克倫威爾建議所有紐黑文殖民者全部移居愛爾蘭或他計劃佔領的西班牙領土，但紐黑文清教徒繼續承諾居住在新的土地。1662年至1664年間，各城鎮一個個地加入康涅狄格殖民地，只餘下三個城鎮，最後在1664年加入康涅狄格，並成為現今的紐黑文。